# Hamuszínmellű mézevő
A hamuszínmellű mézevő (Melipotes fumigatus) a madarak osztályának verébalakúak (Passeriformes) rendjébe és a mézevőfélék (Meliphagidae) családjába tartozó faj.

## Rendszerezése
A fajt Christian Erich Hermann von Meyer német természettudós írta le 1886-ban.

## Alfajai
- Melipotes fumigatus fumigatus A. B. Meyer, 1886
- Melipotes fumigatus goliathi Rothschild & Hartert, 1911
- Melipotes fumigatus kumawa Diamond, 1985[2]

## Előfordulása
Új-Guinea szigetén, Indonézia és Pápua Új-Guinea területén honos. Természetes élőhelyei a szubtrópusi és trópusi hegyi esőerdők, valamint vidéki kertek. Állandó, nem vonuló faj.

## Megjelenése
Testhossza 21,5–22 centiméter, testtömege 42-68 gramm.

## Életmódja
Főleg gyümölcsökkel táplálkozik, de rovarokat is fogyaszt.

## Természetvédelmi helyzete
Az elterjedési területe nagy, egyedszáma viszont ismeretlen. A Természetvédelmi Világszövetség Vörös listáján nem fenyegetett fajként szerepel.

## További információ
- Képek az interneten a fajról
- Xeno-canto.org - a faj hangja és elterjedési térképe